# Jelena Jošović
Jelena Jošović est une ancienne joueuse de volley-ball serbe née le 20 juillet 1983 à Belgrade. Elle mesure 1,87 m. et jouait au poste d'attaquante. Elle a totalisé 55 sélections en équipe de Serbie.

## Clubs
| Club                  | De        | À         |
| --------------------- | --------- | --------- |
| Postar 064 Belgrade   | 1993-1994 | 2003-2004 |
| OK Hit Nova Gorica    | 2004-2005 | 2004-2005 |
| Şahinbey Belediye     | 2005-2006 | 2005-2006 |
| VK OMS Senica         | 2006-2007 | 2006-2007 |
| Club Voleibol Sanse   | 2007-2008 | 2007-2008 |
| CAV Murcia 2005       | 2008-2009 | 2008-2009 |
| Dinamo Pančevo        | 2009-2010 | 2009-2010 |
| Panathinaikos Athènes | 2010-2011 | 2010-2011 |
| TED Ankara Kolejliler | 2011-2012 | 2011-2012 |
| Nilüfer Belediye      | 2012-2013 | 2012-2013 |
| AEK Athènes           | 2013-2014 | 2013-2014 |

## Palmarès
- Coupe de Slovénie
  - Vainqueur : 2005.
- Championnat de Slovaquie
  - Vainqueur : 2007.
- Coupe de Slovaquie
  - Vainqueur : 2007.
- Championnat d'Espagne
  - Vainqueur : 2009.
- Coupe d'Espagne
  - Vainqueur : 2009.
- Supercoupe d'Espagne
  - Vainqueur: 2008.
- Championnat de Grèce
  - Vainqueur : 2011.
  - Finaliste : 2014.